# Alois Kleveta
Alois Kleveta (16. června 1805 Dědice – 23. srpna 1885 Dědice) byl rakouský politik české národnosti z Moravy, v 2. polovině 19. století poslanec Říšské rady a Moravského zemského sněmu.

## Biografie
Pocházel z mlynářského rodu Klevetů, kteří žili původně na Boskovicku ve vesnici Chrudichromy, od konce 18. století ve Vyškově, respektive v Dědicích. I jeho potomci (v rodině se opakovaně vyskytovalo křestní jméno Alois) se věnovali této profesi a to až do poloviny 20. století. Zastával funkci starosty Dědic.
Po obnovení ústavního systému vlády se zapojil i do vysoké politiky. V zemských volbách roku 1861 byl zvolen na Moravský zemský sněm za kurii venkovských obcí, obvod Vyškov, Bučovice, Slavkov. Mandát zde obhájil i ve zemských volbách v lednu 1867 i v krátce poté vypsaných nových volbách na jaře 1867, stejně jako v zemských volbách roku 1870, volbách roku 1871 a opakovaných volbách roku 1871. Poslanecký slib skládal v únoru 1867 v češtině.
Zemský sněm ho 10. dubna 1867 zvolil i do Říšské rady (tehdy ještě volené nepřímo) za kurii venkovských obcí na Moravě. Patřil k federalistické české Moravské národní straně (staročeši). I proto se na Říšskou radu nedostavil, protože čeští poslanci nesouhlasili s ústavním směřováním státu. 19. června 1867 byl spolu s dalšími českými poslanci vyzván k udání důvodů pro nepřevzetí mandátu. 26. září 1868 pak byly mandáty těchto poslanců v zemském sněmu a tudíž i v Říšské radě prohlášeny za zaniklé. Opětovně ho zemský sněm na Říšskou radu delegoval roku 1871. Nedostavil se zase do sněmovny, proto byl jeho mandát 23. února 1873 prohlášen za zaniklý.
Zemřel v srpnu 1885. Pohřeb se konal 26. srpna 1885 za velké účasti veřejnosti.